# Good Riddance/Ill Repute
Good Riddance/Ill Repute is een split-ep van de hardcore punk-bands Good Riddance en Ill Repute. Het album werd in 1996 uitgegeven door het label It's Alive Records. De nummers van Good Riddance zijn oorspronkelijk twee van de zeven demo's die zijn opgenomen tijdens de opnamesessies voor het studioalbum A Comprehensive Guide to Moderne Rebellion. Deze zeven demo's zijn echter niet op het album te horen.

## Nummers
Kant A (Good Riddance)
1. "Lame Duck Arsenal" - 2:15
2. "Off the Wagon" - 2:39

Kant B (Ill Repute)
1. "Bleed"
2. "Roots"

## Muzikanten
Good Riddance
- Russ Rankin - zang
- Luke Pabich - gitaar
- Chuck Platt - basgitaar
- Sean Sellers - drums